# Relation diplomatique entre la France et la Géorgie
La relation diplomatique entre la France et la Géorgie la plus ancienne — en l'état actuel des connaissances — a été établie au XVe siècle. Depuis elle s’est faite et défaite en fonction des invasions et des occupations que le Caucase a connues, pour s’établir de manière plus structurée à partir de 1992, après le retour à l'indépendance de l'État caucasien. 

## DuXVesiècleauXIXesiècle

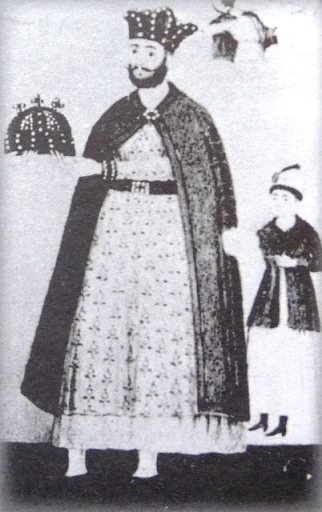
George VIII, roi de Géorgie

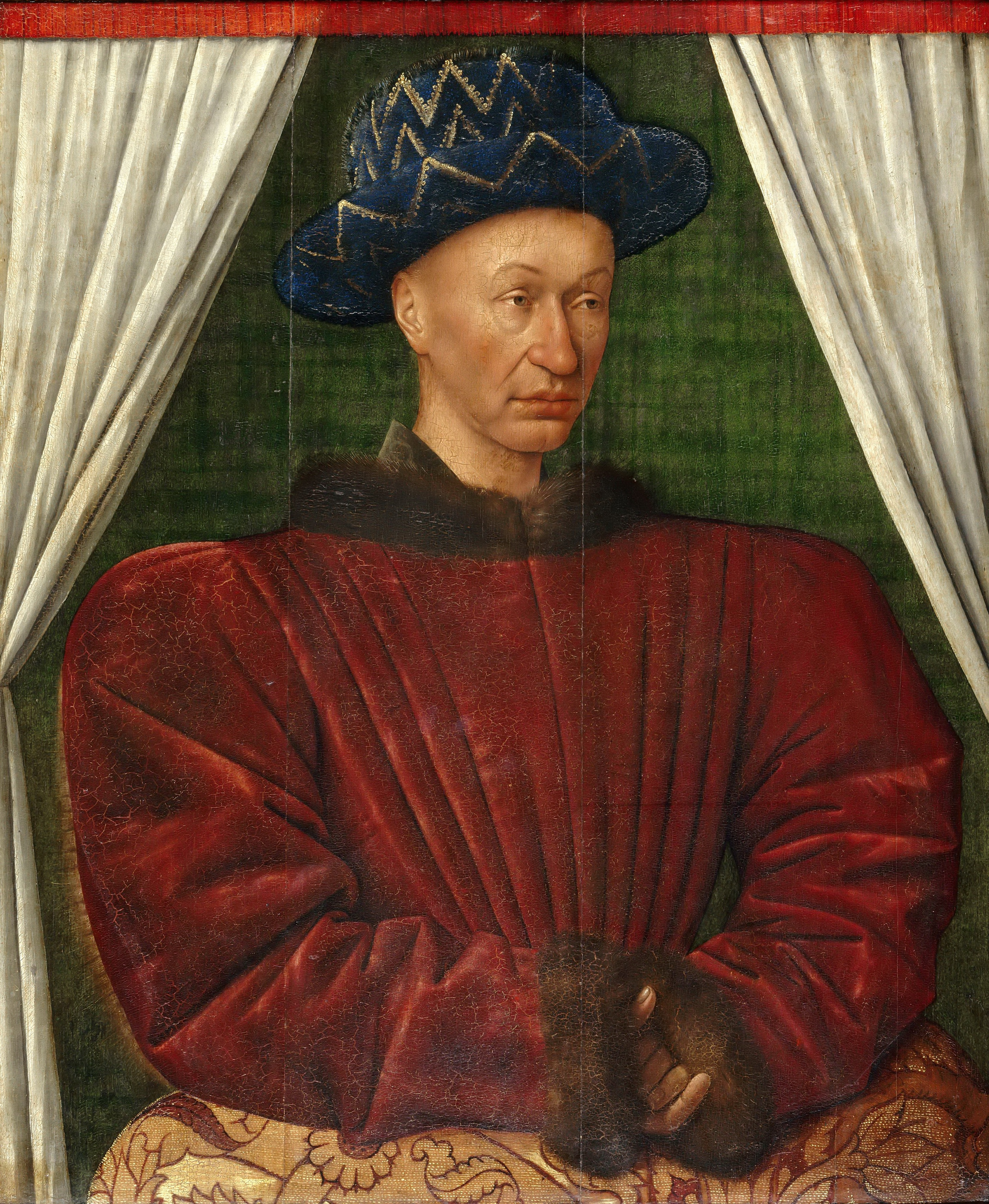
Charles VII, roi de France

En décembre 1460, Charles VII, roi de France, reçoit une délégation envoyée par Georges VIII de Géorgie, dirigée par Nikoloz Tpiléli et Pharsadan Kartsikhéli  : une lettre lui est remise, demandant une participation à la lutte contre la menace turque. Quelques jours plus tard, Le duc de Bourgogne, Philippe le Bon reçoit la même délégation, avec la même demande. Selon les historiens Nodar Assatiani et Alexandre Bendianichvili : En 1461, deux ambassadeurs se rendirent auprès du roi de France Charles VII et du duc de Bourgogne Philippe le Bon, mais ni l'un ni l'autre n'acceptèrent leur proposition. Le roi de France meurt ; les Géorgiens assistent au couronnement du nouveau roi Louis XI et repartent à Tiflis sans avoir pu constituer une alliance contre les Turcs, qui se sont déjà saisi de Constantinople. 
Entre 1515 et 1547, François Ier, reçoit à son tour une délégation diplomatique. Louis XIV, reçoit quant à lui deux fois une délégation géorgienne. La mieux connue se situe en 1714 ; elle est envoyée par le roi Vakhtang VI de Kartlie et conduite par Saba Soulkhan Orbéliani, l'un de ses collaborateurs, et moine savant. David Gouramichvili écrit : L'état de la Géorgie est désastreux. Elle est devenue une pomme de discorde entre la Perse et la Turquie qui l'ont complètement ruinée. L'aide des royaumes chrétiens d'occident est recherchée auprès du pape Clément XI et du roi de France, à la tête de la plus grande puissance de l'époque : le décès de Louis XIV interrompt les négociations selon l'historien Raphaël Isarloff.

## XXesiècle

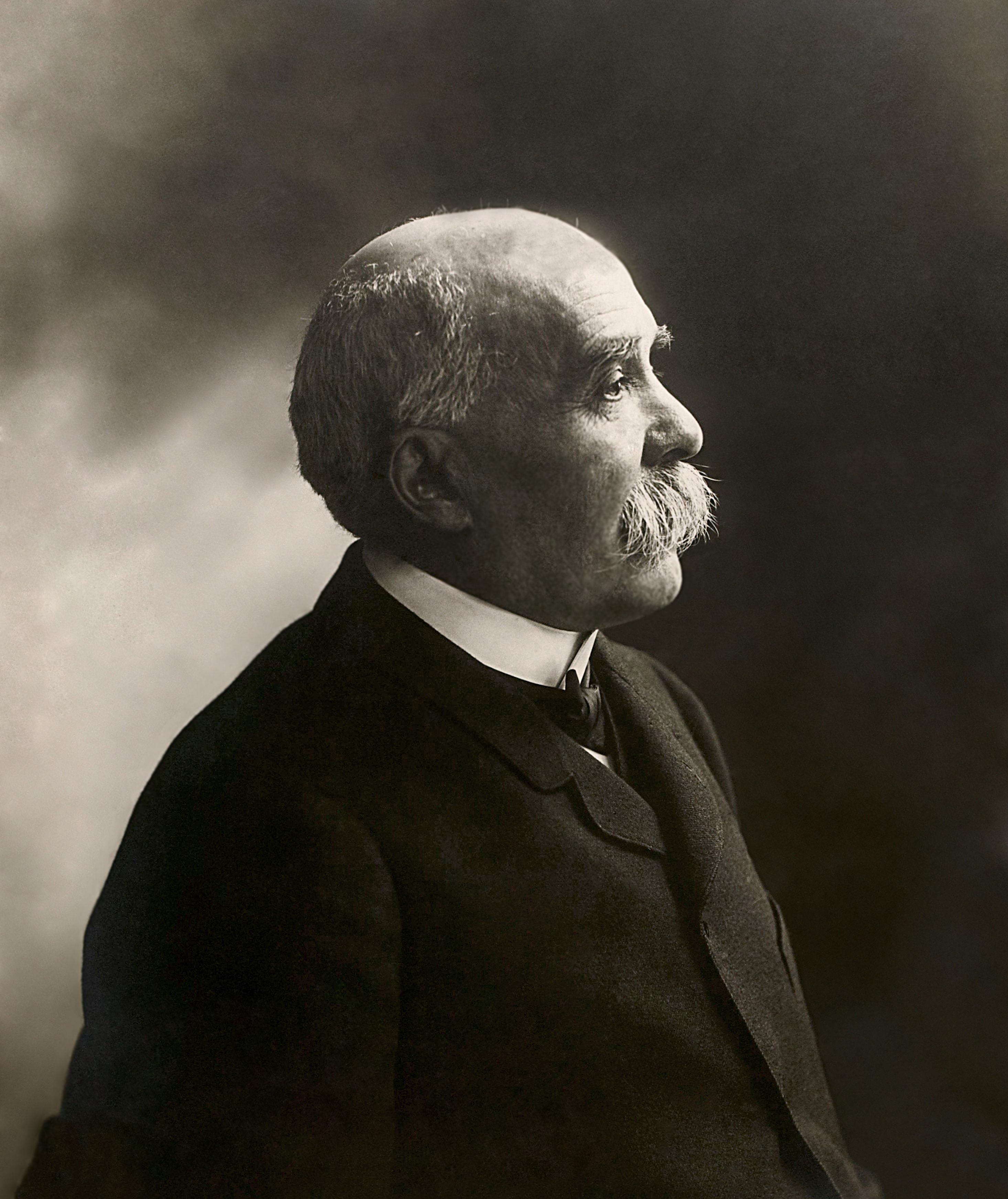
Georges Clemenceau, président du Conseil (1917-1920)

En 1919, lors de la Conférence de paix de Paris, Georges Clemenceau -— peu disposé à l'égard de la République démocratique de Géorgie qui avait conclu une alliance avec l'Empire allemand de Guillaume II afin de contenir la menace de l'Empire ottoman — accepte néanmoins de recevoir Nicolas Tcheidze  et Irakli Tsérétéli , à la tête de la délégation géorgienne : ils s'étaient opposés, dans leurs fonctions antérieures à Petrograd, à la paix séparée entre l'Empire allemand et la Russie (conclue finalement par Lénine). La France refuse la proposition d'exercer un tutorat sur les affaires extérieures de la Géorgie (qui aurait laissé au gouvernement géorgien le plein exercice des affaires intérieures), mais reconnait de facto la république géorgienne. 
Le 21 mai 1919, Nicolas Tcheidze pose la première demande d'admission de la République démocratique de Géorgie à la Société des Nations. Le 1er septembre 1920, la demande est renouvelée auprès du Secrétariat général. Les représentants de la France (ainsi d'ailleurs que ceux de la Grande-Bretagne) expriment leurs réserves, craignant de ne pouvoir porter secours en cas d'agression : la demande est rejetée le 16 décembre 1920, 19 pays ne prennent pas part au vote, 13 États votent contre et 10 États vote pour. 

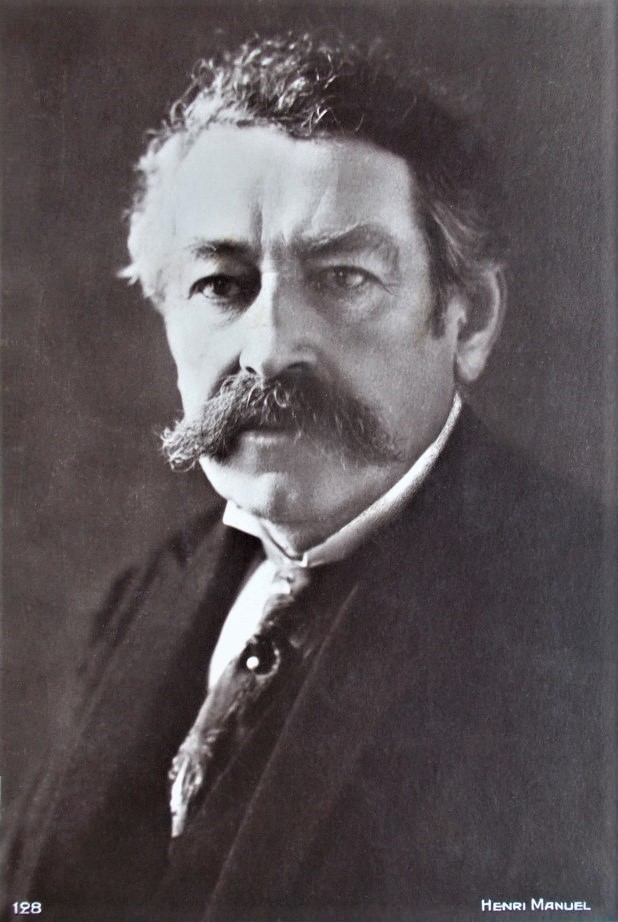
Aristide Briand, Président du Conseil (1921 en particulier)

Le 27 janvier 1921, Aristide Briand, président du Conseil des ministres de la IIIe République française, adresse à Evguéni Guéguétchkori, ministre géorgien des Affaires étrangères, la reconnaissance de jure de la République démocratique de Géorgie : ce dernier retransmet au gouvernement géorgien à Tiflis un télégramme chiffré par l'intermédiaire du ministère français des Affaires étrangères. L'autorisation est donnée d'ouvrir une Légation géorgienne à Paris, présidée par Akaki Tchenkéli, ministre plénipotentiaire, et dont le Premier secrétaire est Sossipatré Assathiany. L'invasion complète de la Géorgie par les armées de la Russie soviétique le 16 mars 1921, l'exil en France, au château de Leuville, du gouvernement géorgien présidé par Noé Jordania le 24 juin 1922 et la reconnaissance de l'URSS par le gouvernement d'Édouard Herriot le 29 octobre 1924 ne fossoient pas les relations diplomatiques officielles entre la République française et la République démocratique de Géorgie : une clause exclut la Géorgie du champ de reconnaissance de l'URSS. 

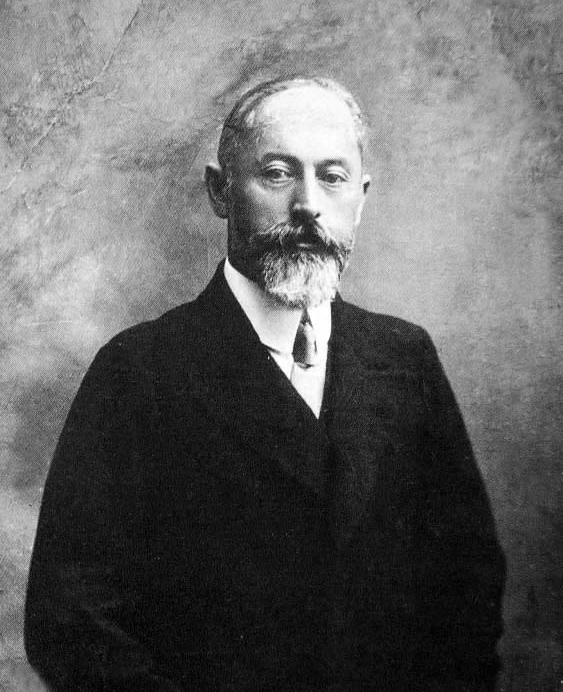
Noé Jordania, Président de gouvernements (1918-1921)

Le 5 mai 1933, à la demande de Joseph Staline, lors de la ratification du pacte franco-soviétique par Édouard Daladier, la nationalité géorgienne n'est plus reconnue par la République française : la Légation géorgienne de Paris est fermée. La France et la Géorgie n'ont plus de relations officielles directes : l'émigration politique géorgienne, selon ses obédiences, entretient des relations avec les socialistes ou les chrétiens démocrates français élus de la IIIe République, puis de la IVe République française, dans un cadre politique, et non plus d'État à État. 

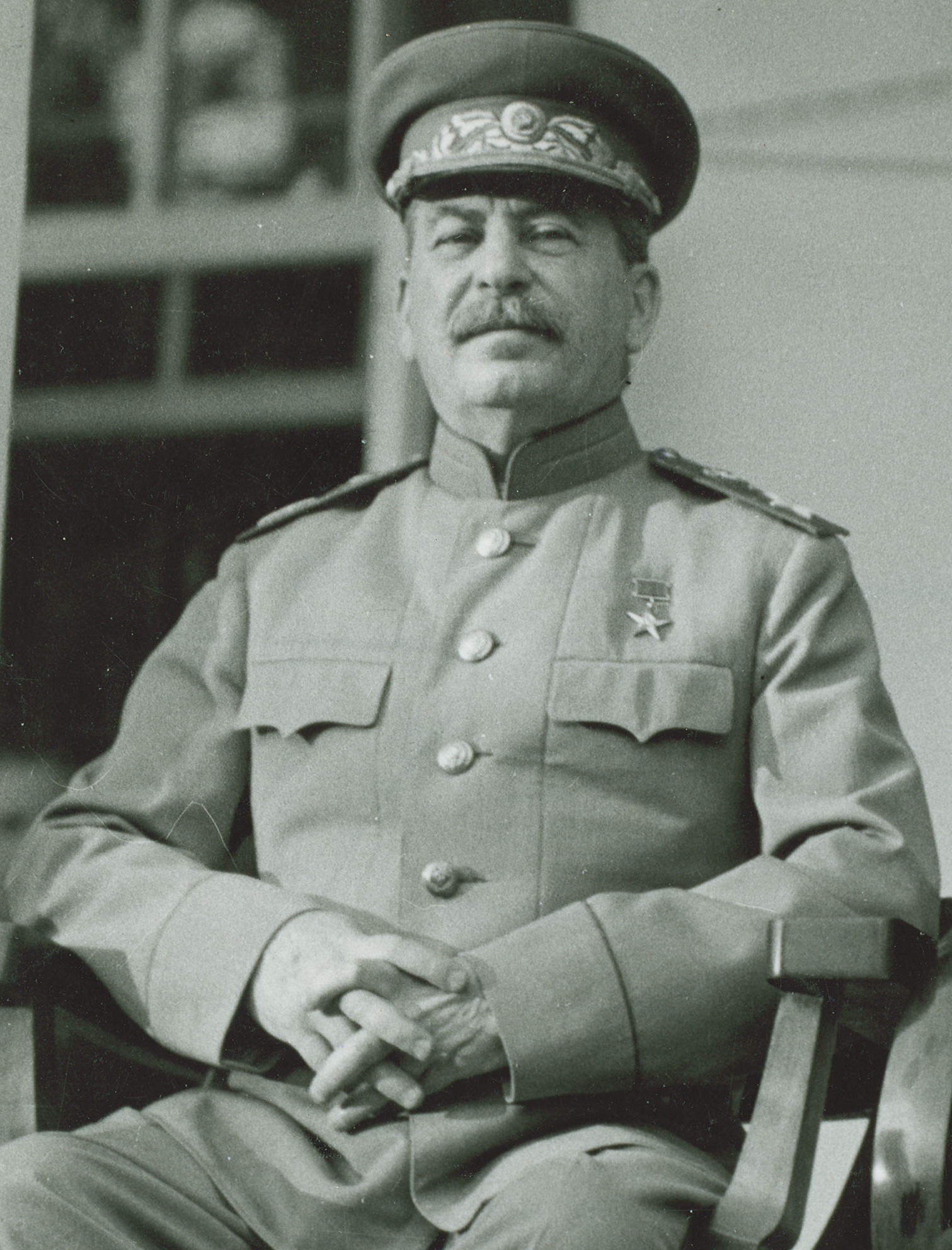
Joseph Staline, URSS (1924-1953)

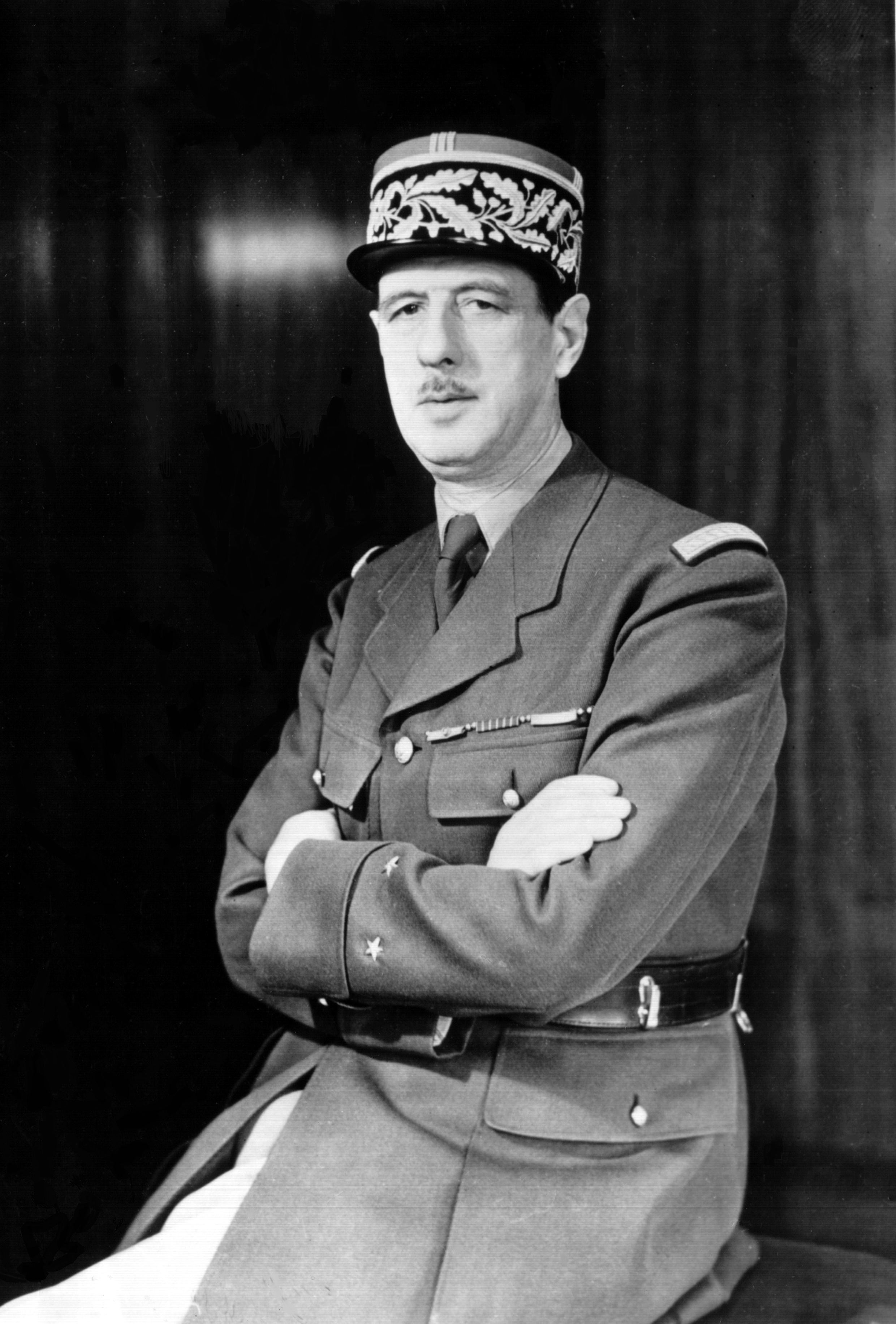
Charles de Gaulle, Président du gouvernement provisoire (1944-1946)

Le 2 décembre 1944, à Moscou, Staline, dirigeant de l'URSS, rappelle à Charles de Gaulle, président du Gouvernement provisoire de la République française, l'accord signé avec Franklin Roosevelt et stipulant que les soldats soviétiques — dont plusieurs milliers de Géorgiens — faits prisonniers par la Wehrmacht, versés dans l'Organisation Todt comme travailleurs civils ou dans la Ostlegionen comme soldats, toujours présents sur le territoire français, doivent être renvoyés en URSS ; plusieurs camps de regroupement sont mis en place en France, avec la présence d'officiers soviétiques chargés des rapatriements ; certains Géorgiens échappent à cette double vigilance, en particulier ceux qui avaient rejoint la Résistance française durant les premiers mois de l'année 1944 : une photographie de mai 1945 permet d'en dénombrer 300 à Toulouse, dont Vakhtang Sekhniachvili et Pierre Kitiaschvili. Par ailleurs les deux hommes d'Ètats s'entendent sur le rapatriement du Trésor national géorgien qui avait quitté le territoire national le 17 mars 1921 pour la France : sous la garde du Professeur Takhaïchvili : 39 caisses reviennent à Tbilissi le 11 avril 1945 avec l'engagement que les pièces de joaillerie et d'orfèvrerie, les émaux et autres objets précieux ne seront pas dispersés.   
Lors d'un voyage dans l'espace soviétique, du 29 février 1956 au 15 mars 1956, Vincent Auriol, ex-président de la IVe République française, ne peut effectuer la visite de Tbilissi comme il le souhaite, de violentes émeutes — attribuées à la tentative de russification en cours — s’y déroulent : le président du Conseil des ministres Guy Mollet et le ministre des Affaires étrangères Christian Pineau en font état. 

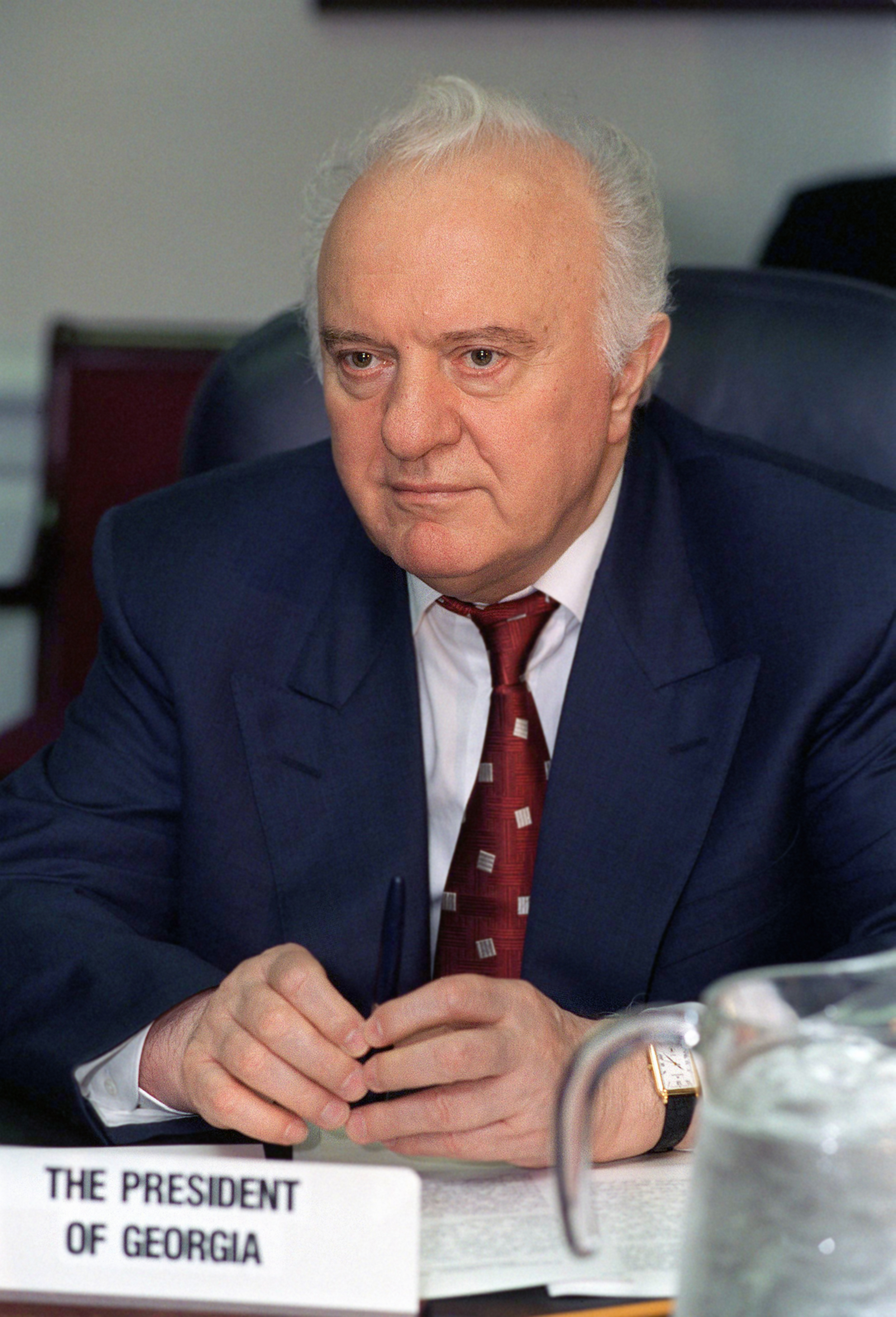
Edouard Chevardnadze, Président de la République (1992-2003)

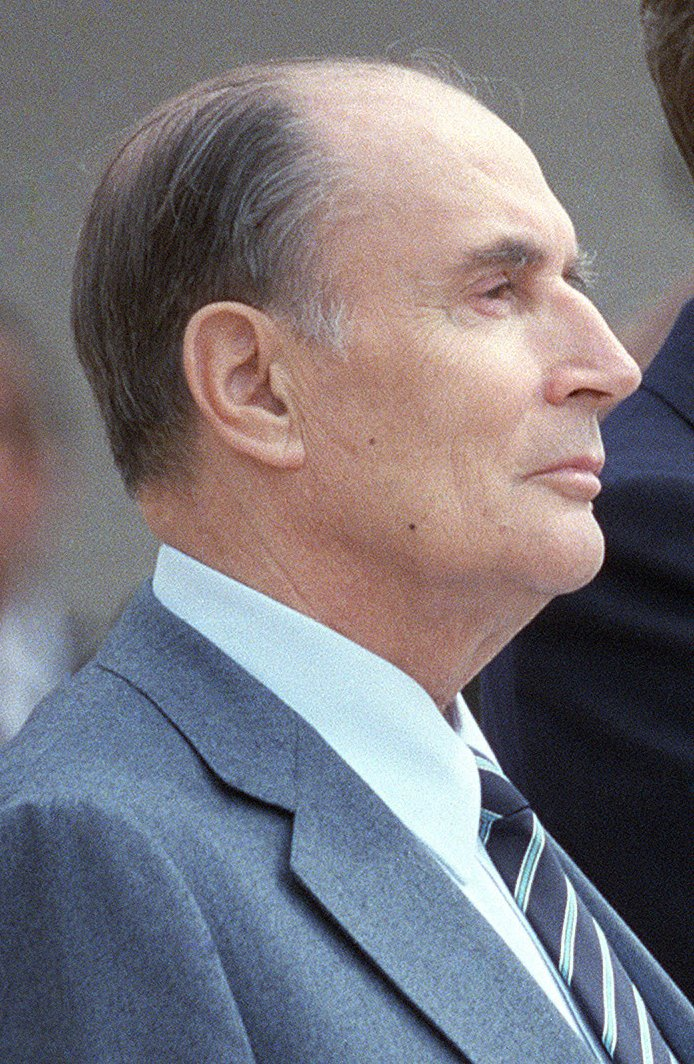
François Mitterrand, Président de la République (1981-1995)

François Mitterrand, quatrième président de la Ve République française, signe le 21 août 1992 la reconnaissance de la République de Géorgie dirigée par Edouard Chevardnadze. Pierre Morel, en résidence à Moscou, est nommé premier ambassadeur de France pour la Géorgie : il tente à 3 reprises de rencontrer le président Chevardnadze pour lui remettre ses lettres de créances : l’insécurité créée à Tbilissi par les conflits claniques et les groupes armés ne le permet pas. L’ambassadeur de France échange les lettres d’ouverture de relations diplomatiques avec l’Ambassadeur de Géorgie à Moscou — exceptionnellement mandaté pour cette mission — et lui remet ses lettres de créances,. 
Le 18 mars 1993 , la France ouvre une ambassade à Tbilissi. Bernard Fassier est nommé ambassadeur de France en Géorgie. Le 20 novembre 1993, Gotcha Tchogovadzé  est accrédité comme ambassadeur de Géorgie en France. La Géorgie ouvre une ambassade à Paris. La politique française est de soutenir le président Chevardnadze. L’ambassadeur Fassier se rend en avion militaire géorgien à Soukhoumi, encerclée par les indépendantistes abkhazes —  armés par les forces russes et aidés de groupes tchétchène — afin de réaffirmer le soutien à la souveraineté de la République de Géorgie sur la totalité de son territoire. Après la chute de la capitale abkhaze et l’exode de dizaines de milliers de civils vers la Svanétie par la vallée du Haut Kodori, 60 tonnes de vivre de première nécessité sont envoyées par Paris et délivrées en haute montagne par des hélicoptères ukrainiens prêtés pour l’opération. Le président Chevardnadze se rend deux fois en France, en 1994 pour rencontrer François Mitterrand  et en 1997 pour rencontrer Jacques Chirac : à cette occasion il visite l’Écoles de Saint-Cyr Coëtquidan où s’était formé le géorgien Dimitri Amilakvari — mort pour la France en 1942 à El Alamein — et le domaine géorgien de Leuville-sur-Orge à l’invitation de M. Akaki Ramichvili, fils du président du premier gouvernement de la République démocratique de Géorgie, Noé Ramichvili — assassiné à Paris en 1930 —.  Un groupe d’amis de la Géorgie, réunissant les représentants diplomatiques de la France, l’Allemagne, la Grande-Bretagne et les États-Unis est créé afin de contrebalancer l’influence de l’armée russe auprès des indépendantistes abkhazes et de mieux faire respecter la position diplomatique de la Fédération de Russie dans les instances internationales (reconnaissance de l’intégrité territoriale de la Géorgie). Le 21 janvier 1994, un traité d'entente, d'amitié et de coopération entre la République française et la République de Géorgie, est signé à Paris par les deux présidents. Ce traité réaffirme certaines dispositions admises lors de la reconnaissance (primauté du droit international et respect des valeurs universelles de liberté, de démocratie et de justice), ajoute les principes de sécurité et de coopération en Europe (régit par l'Organisation pour la sécurité et la coopération en Europe) et apporte des précisions sur les domaines de coopération entre les deux États (défense, agriculture, énergie civile, recherche, économie et finance, relations parlementaires, jumelages territoriaux, enseignement, culture, science et technique, protection de l'environnement, institutions judiciaire). Le 3 février 1997, trois traités bilatéraux sont signés : ils concernent la confirmation de la convention franco-soviétique en vue d'éviter la double imposition, un accord-cadre dans le domaine des transports, et un accord de coopération culturelle, scientifique et technique.

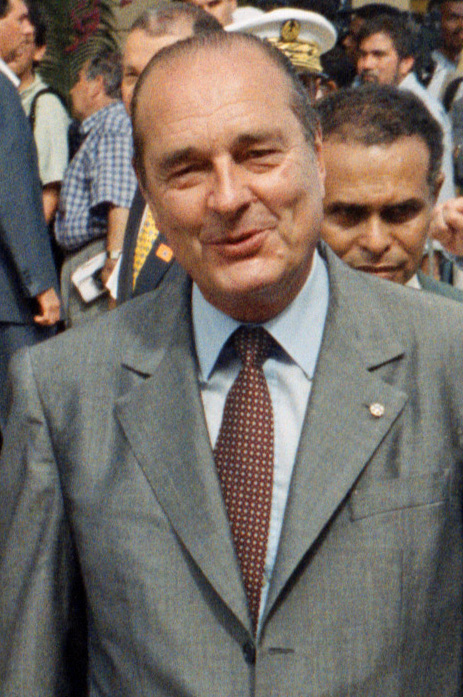
Jacques Chirac, Président de la République (1995-2007)

Mireille Musso est nommée ambassadrice de France en Géorgie le 23 juin 1997,. Les coopérations parlementaire, culturelle et scientifique sont développées, avec l'aide budgétaire du Sénat français. Le président de cette institution, Christian Poncelet, se rend à trois reprises en Géorgie : les groupes interparlementaires sont constitués. Le centre culturel Alexandre Dumas est créé à Tbilissi. Une coopération scientifique s'instaure, en particulier avec les professeurs Otar et David Lortkipanidze ; des fouilles s'engagent sur les sites antiques de Vani et préhistorique de Dmanissi ; le premier homme européen y est identifié et son origine est datée à 1,8 million d'années. Le 20 mai 1999 un traité bilatéral supplémentaire est signé par la France, il concerne un accord de coopération dans le domaine des archives.

## XXIesiècle

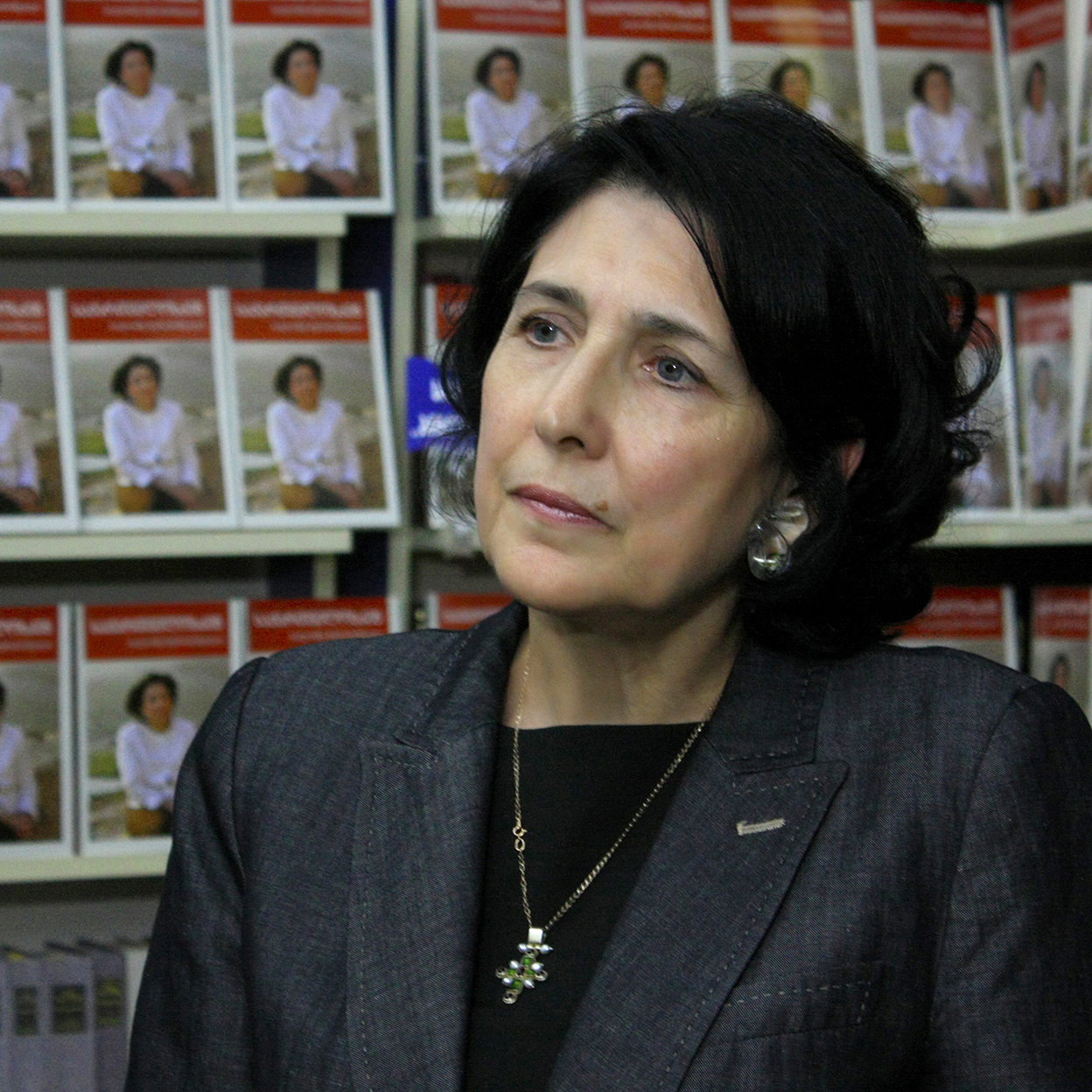
Salomé Zourabichvili ambassadrice de France, ministre géorgienne (2003-2005).

Salomé Zourabichvili est nommée ambassadrice de France en Géorgie le 11 septembre 2003 : elle occupe cette fonction six mois, car le 18 mars 2004, après la Révolution des Roses, elle est appelée à la tête du ministère des Affaires étrangères de la Géorgie à la demande du président Mikheil Saakachvili et avec l'accord du président Jacques Chirac,.

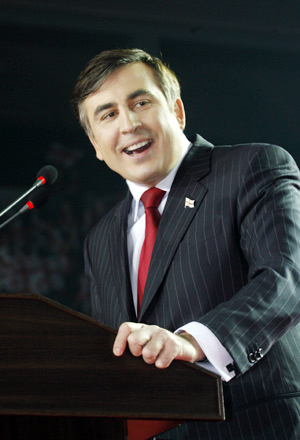
Mikheil Saakachvili, Président de la République (2004-2013).

Philippe Lefort lui succède jusqu'en 2007,. La diplomatie française œuvre en priorité sur trois axes, le dialogue politique et sécuritaire, l'éducation francophone et le soutien aux entreprises françaises. Le fort degré de confiance et la profondeur des échanges sont facilités par l'interlocuteur privilégié côté géorgien, ancienne ambassadrice de France, et contribuent à soutenir au mieux les négociations russo-géorgiennes en vue de l'évacuation des bases russes du territoire géorgien. En matière d'éducation francophone, les premières classes d'une école française sont ouvertes à Tbilissi à la rentrée 2006. Les bases d'un club d'affaires sont jetées, le French Business Council Georgia, sera créé en 2008, mais l'amélioration du climat des relations entre les entreprises françaises présentes sur le marché géorgien et les autorités géorgiennes est un premier résultat.
Jacques Chirac, cinquième président de la Ve République française accrédite le 3 novembre 2004 Natia Japaridze  comme ambassadrice de Géorgie, puis le 30 mars 2007 Mamuka Kudava  comme ambassadeur. Le 7 mars 2007, un traité bilatéral en vue d'éviter les doubles impositions et de prévenir l'évasion fiscale en matière d'impôts sur le revenu et sur la fortune est signé.

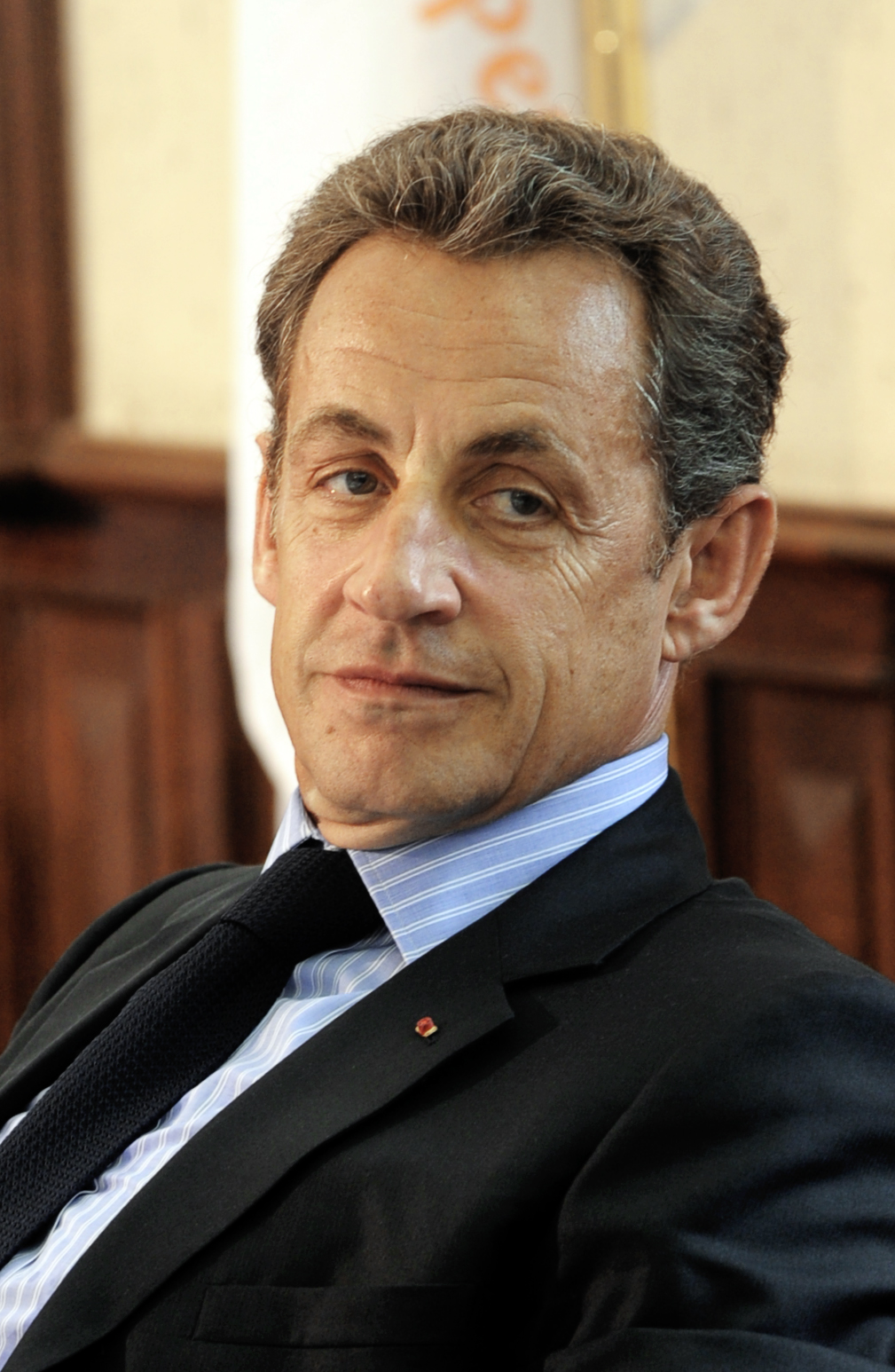
Nicolas Sarkozy, Président de la République (2007-2012).

Eric Fournier est nommé ambassadeur de France en Géorgie de 2007 à 2012, période couvrant la guerre russo-géorgienne, déclenchée le 7 août 2008. Nicolas Sarkozy, sixième président de la Ve République française et président en exercice de l'Union européenne, se rend le 11 août 2008 à Tbilissi — après s'être rendu à Moscou — afin d'essayer de mettre un terme aux combats et à l'occupation d'une partie du territoire géorgien. La diplomatie française se mobilise, à Moscou, à Tbilissi et à Bruxelles: un plan en 6 points est accepté par toutes les parties le 13 août. Devant les violations de l'accord, le président français et son ministre des Affaires étrangères Bernard Kouchner engagent un deuxième cycle de négociation ; l'ambassadeur de France intervient sur le terrain afin de dissuader ou de protéger — 250 Européens sont évacués par un vol spécial affrété par le Centre de crise du Quai d'Orsay et utilisant un aéroport bombardé —. Finalement, le 7 octobre 2008, une manifestation de 100 000 personnes est organisée à Tbilissi, sur la place de la Liberté, lors de la 3e visite du président français, en remerciement. La diplomatie française a également œuvré sur un autre axe privilégié, celui des droits de l'homme : les échanges de prisonniers consécutifs à la guerre s'effectuent dans une tension extrême — récit de M. Eric Fournier conduisant, lors d'une opération nocturne, sur un pont, le passage de 5 prisonniers russes et de 15 prisonniers géorgiens, dont certains sont blessés, selon les consignes données par la Croix-Rouge —. Enfin, à la rentrée 2010, l'école française, devenue l'École française du Caucase ouvre Parc Vaké, dans un édifice neuf, pouvant accueillir 300 élèves, grâce au soutien financier du milliardaire Bidzina Ivanichvili. 

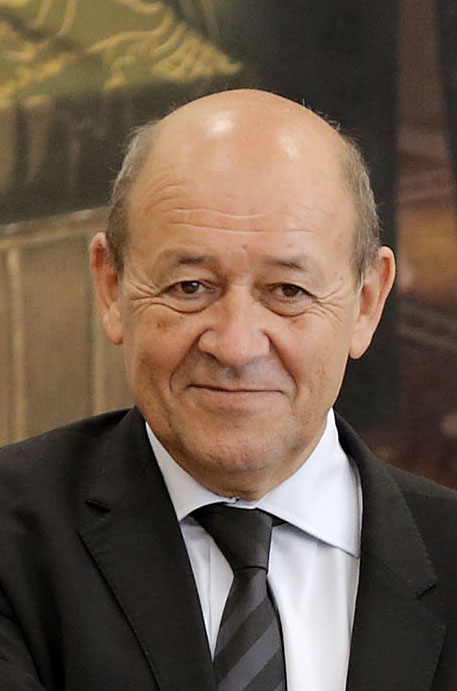
Jean-Yves Le Drian, ministre de la Défense, puis des Affaires étrangères.

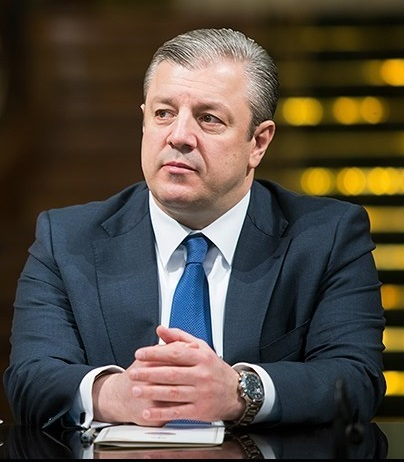
Guiorgui Kvirikachvili, Premier ministre (2015-2018).

Au total, de 1993 à 2008, l'historique des rencontres diplomatiques franco-géorgiennes dénombre une cinquantaine de visites présidentielles, ministérielles ou parlementaires tant à Tbilissi qu'à Paris, hors consultations politiques ponctuelles. Le 26 novembre 2009, un traité bilatéral relatif à la sécurité est signé.

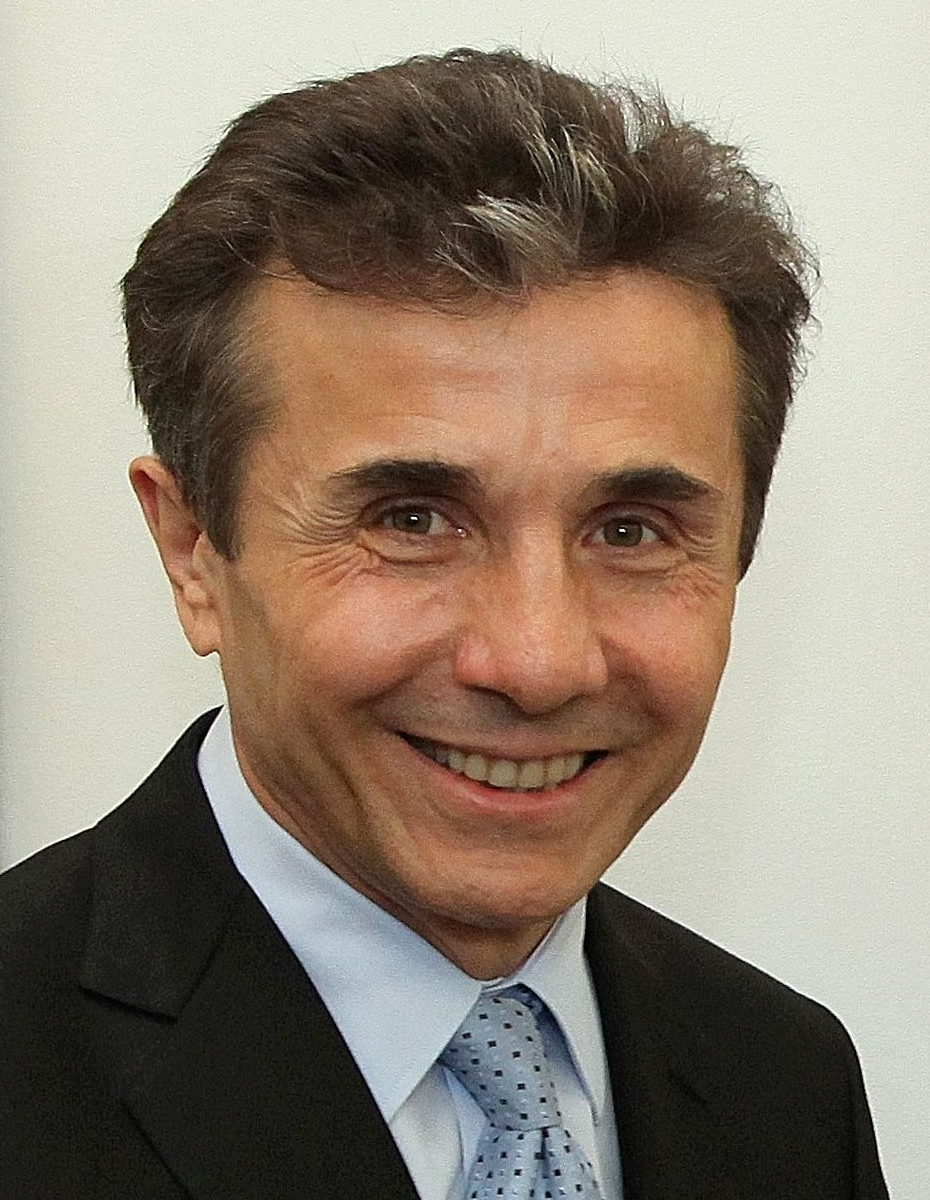
Bidzina Ivanichvili, Premier ministre (2012-2013).

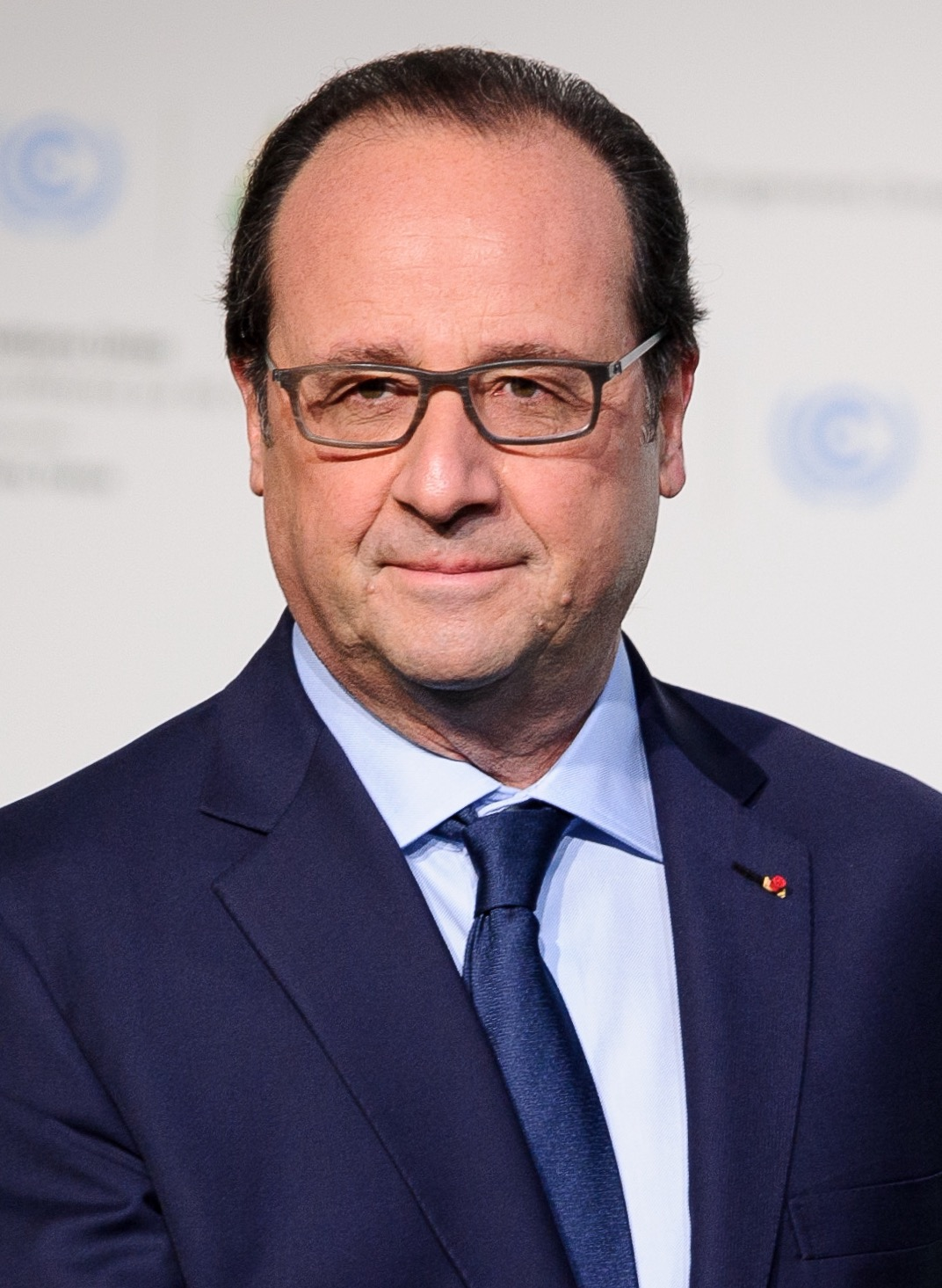
Francois Hollande, Président de la République (2012-2017).

Renaud Salins est nommé ambassadeur de France de 2012 à 2016. Après le changement de majorité parlementaire géorgienne, conduit par Bidzina Ivanichvili, le président Saakachvili reste en place une douzaine de mois et la période de cohabitation — source de conflits — est observée avec attention par la diplomatie française : elle utilise le climat de confiance créé depuis plusieurs années avec les milieux politiques, parfois francophones, pour faire prévaloir l'intérêt supérieur du pays et l'avancement des négociations vers un accord de coopération avec l'Union européenne. Parallèlement un projet de réintroduction de la langue française dans les écoles publiques géorgiennes est lancé ; il est financé par un fonds public et privé, abondé par des entreprises françaises et géorgiennes, destiné à rémunérer un corps enseignant formé aux époques soviétique et post-soviétique notamment grâce à la coopération territoriale franco-géorgienne ; 25 écoles géorgiennes sont concernées. Enfin la visite du président François Hollande en Géorgie, et celles de ministres français, accélèrent le projet de coopération en matière de défense — déjà engagé avec les différents compléments de formation militaire apportées par la France et les escales de vaisseau à Batoumi —, dont les  équipements de surveillance aérienne constituent le premier élément. Le 5 novembre 2012, un traité bilatéral relatif à l'échange et à la protection réciproque des informations classifiées est signé. 
Le président Hollande, septième président de la Ve République française accrédite le 11 juillet 2013 Ecatériné Siradzé-Delaunay  comme ambassadrice de Géorgie,. 
Le 15 mai 2014, un traité bilatéral relatif à l'établissement et aux activités de l'agence française de développement et de la société de promotion et de participation pour la coopération économique en Géorgie est signé. Le 10 juin 2014, la Commission des affaires étrangères de l'Assemblée nationale française diffuse un rapport actant de l'amitié entre la France et la Géorgie, soutenant l'intégrité territoriale géorgienne (sécession de l'Abkhazie et de l'Ossétie du Sud) et actant de la volonté géorgienne de rapprochement avec l'Union européenne (accord d'association et libéralisation des visas) et l'Alliance atlantique. Le 10 novembre 2015, la France ratifie l'Accord d'association entre la Géorgie et l'Union européenne.
Pascal Meunier est nommé le 1er mars 2016 ambassadeur de France en Géorgie. Le 23 septembre 2016, la propriété du domaine géorgien de Leuville-sur-Orge est transférée à l’État géorgien, opération facilitée par le gouvernement français à la demande du gouvernement géorgien. Le 28 mars 2017 la directive européenne, prise à l'initiative de plusieurs pays dont la France, dispensant les citoyens géorgiens de visas pour entrer dans l'espace Schengen, prend effet sous différentes conditions (séjour de moins de 90 jours et conditions administratives). L'entrée de citoyens français sur le territoire géorgien, pour des séjours courts, était déjà dispensée de visa. 

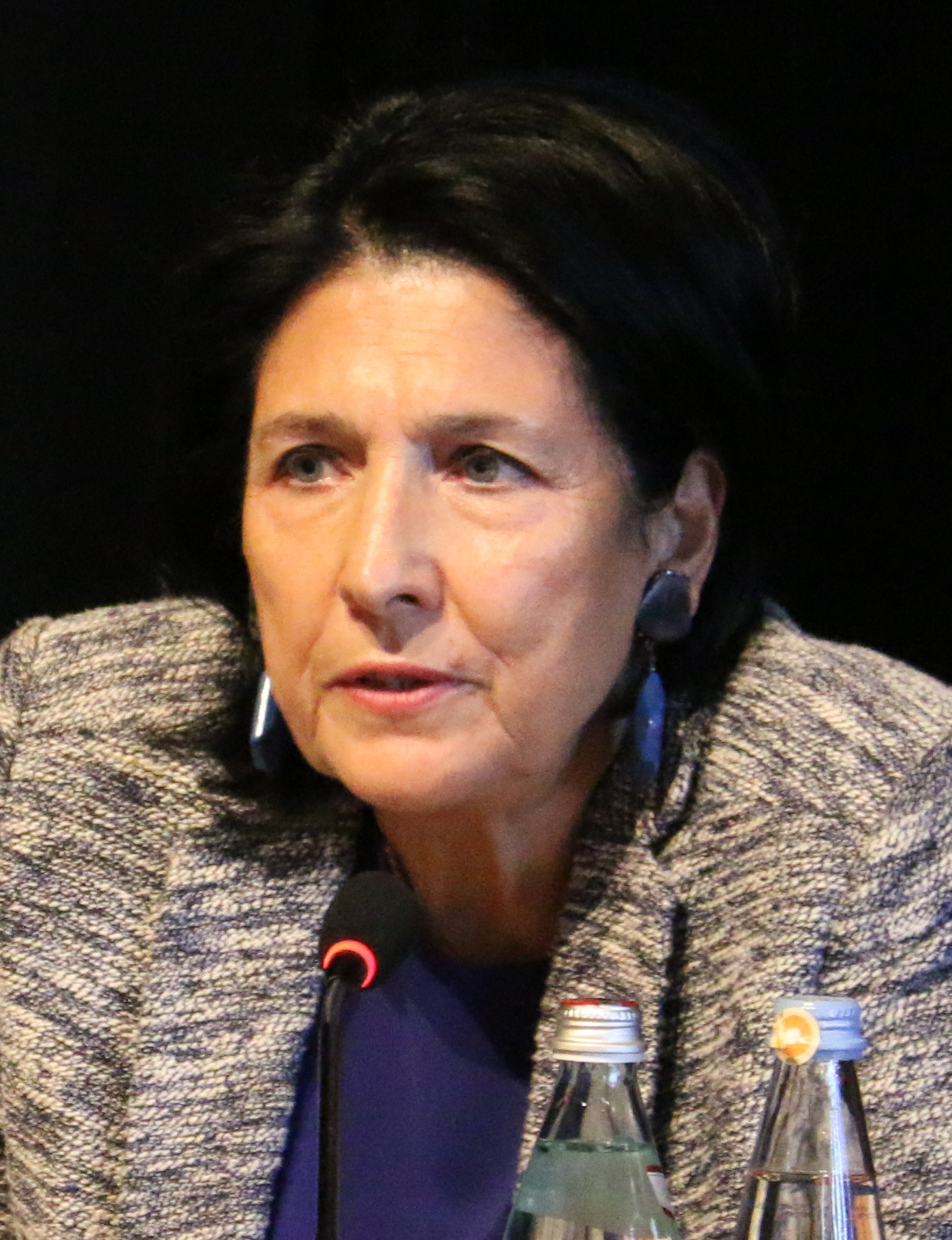
Salomé Zourabichvili (2018-), 5e président

À l'automne 2017, l'ambassade de France en Géorgie célèbre le 25e anniversaire du rétablissement des relations entre la France et la Géorgie : à cette occasion elle diffuse sur les réseaux sociaux une série d'interviews, en particulier ceux de Pascal Meunier, de Guiorgui Margvelachvili, président de la République de Géorgie et Téa Tsulukiani, ministre de la Justice dans le gouvernement géorgien.
Le 26 mai 2018, lors du centenaire de retour à l'indépendance de la Géorgie et de la proclamation de la République démocratique de Géorgie, le Ministre de l'Europe et des Affaires étrangères, Jean-Yves le Drian, se rend en visite officielle à Tbilissi, a différents entretiens avec le président Guiorgui Margvelachvili et le Premier ministre Guiorgui Kvirikachvili, et signe un projet d'université franco-géorgienne.   
Le 16 décembre 2018, à Telavi, lors de l'investiture du 5e Président de la République de Géorgie, Salomé Zourabichvili, le Président de la République française, Emmanuel Macron, envoie Nicolas Sarkozy, ancien président, le représenter.
Diégo Colas est nommé le 24 juillet 2019 ambassadeur de France en Géorgie. Après avoir été nommée par le gouvernement géorgien, Tea Katukia présente le 10 décembre 2019 ses lettres de créance au président français Emmanuel Macron. 

Le 2 décembre 2019, à Paris, les ministres des Affaires étrangères, Jean-Yves Le Drian et Davit Zalkaliani, président la première session du Dialogue Dimitri-Amilakhvari qui couvre les relations franco-géorgiennes stratégiques dans les domaines politiques et parlementaires, économiques, militaires et sécuritaires, culturels et éducatifs,.